# Histoires extraordinaires (série télévisée, 1961)
Pour les articles homonymes, voir Histoires extraordinaires (homonymie).
Histoires extraordinaires est une série télévisée québécoise d'anthologie en dix épisodes de 55 minutes basés sur des nouvelles ou des romans appartenant au genre du fantastiques et de l'étrange, et diffusée du 19 novembre 1961 au 30 septembre 1962 à la Télévision de Radio-Canada.

## Épisodes

### Épisode 1:Melmoth réconcilié
- Distribution : Georges Carrère, Monique Chentrier, Jean Coutu, Jean Dalmain, Bertrand Gagnon, Jean Gascon, Georges Groulx, Guy Hoffmann, René Joubert, Jean Lajeunesse, Monique Lepage, André Malavoy, Monique Miller, Henri Norbert, Jean-Louis Roux
- Scénario : Jean-Louis Roux, d'après Honoré de Balzac
- Réalisateur : Guy Hoffmann
- Date de diffusion : 19 novembre 1961

### Épisode 2:L'Ange du bizarre
- Synopsis :
- Distribution : Victor Désy, Gabriel Gascon, Jean Gascon, Ginette Letondal, Denise Pelletier, Gilles Pelletier, Claire Richard, Lisa Tondi
- Scénario : Jean-Louis Roux, d'après Edgar Allan Poe
- Réalisation : Guy Hoffmann
- Date de diffusion : 3 décembre 1961

### Épisode 3:Impasse deMmeLucrèce
- Synopsis :
- Distribution : André Bertrand, Paul Berval, Jean Besré, Germaine Giroux, Guy Hoffmann, Hubert Loiselle, Jacques Lorain, Nathalie Naubert, Huguette Oligny, Gérard Poirier
- Scénario : Jean-Louis Roux, d'après Prosper Mérimée
- Réalisation : Guy Hoffmann
- Date de diffusion : 17 décembre 1961

### Épisode 4:Suicide-club
- Distribution : Julien Bessette, François Cartier, André D'Hostel, Maurice Dallaire, Jean Dalmain, Gilbert Delasoie, Victor Désy, Jean Doyon, Jean Faubert, Ronald France, Gabriel Gascon, Jacques Létourneau, Alain Michel, Jean-Louis Roux, François Rozet, Guy Sanche, François Tassé, Yvon Thiboutot
- Scénario : Jean-Louis Roux et Robert Louis Stevenson
- Réalisation : Guy Hoffmann
- Date de diffusion : 14 janvier 1962

### Épisode 5:Le Fantôme de Canterville
- Distribution : Monique Barbillet, Thérèse Cadorette, Gilbert Comtois, Victor Désy, Marlyn Gardner, Marlyn Gardner, Jean Gascon, Benoît Girard, Didier Hoffmann, Guy Hoffmann, Gaétan Labrèche, Jacques Lorain, Henri Norbert, Guy Poucant, Marthe Thiéry, Jacques Zouvi
- Scénario : Jean-Louis Roux d’après Oscar Wilde
- Réalisation : Guy Hoffmann
- Date de diffusion : 11 février 1962

### Épisode 6:Docteur Goudron et professeur Plume
- Distribution : Maurice Beaupré, Julien Bessette, Brigitte Burkardt, Georges Carrère, Monique Chentrier, Gilbert Comtois, Danielle Comtois, André D'Amour, André D'Hostel, Gaston Dauriac, Victor Désy, Camille Ducharme, Paul Dupuis, Mariette Duval, Marlyn Gardner, Atice Gastice, Renée Girard, Paul Hébert, François Lavigne, Janine Léger, Jacques Lorain, Alain Michel, Denise Morelle, Denise Proulx, Lisa Tondi
- Scénario : Jean-Louis Roux, d'après Edgar Allan Poe
- Réalisation : Guy Hoffmann
- Date de diffusion : 25 février 1962

### Épisode 7:Le Horla
- Distribution : Monique Chentrier, Gilbert Comtois, Colette Courtois, Jean Dalmain, René Ferron, Robert Gadouas, Jacques Galipeau, Nicole Germain, Guy Hoffmann, François Lavigne, Rita lmbault, Jean-Louis Millette
- Scénario : Jean-Louis Roux, d'après Guy de Maupassant
- Réalisation : Guy Hoffmann
- Date de diffusion : 25 mars 1962

### Épisode 8:La Barrique d'amontillado
- Distribution : André Cailloux, Jean Coutu, Jacques Galipeau, Gabriel Gascon, Monique Gaube, Guy Hoffmann, Denise Morelle, Jean-Louis Paris
- Scénario : Jean-Louis Roux, d'après Edgar Allan Poe
- Réalisation : Guy Hoffmann
- Date de diffusion : 8 avril 1962

### Épisode 9:L'Homme à l'oreille cassée
- Distribution : Jean Besré, Georges Carrère, Jean Dalmain, Yvon Dufour, Pierre Giboyan, Paul Hébert, Roger Joubert, Lise Lasalle, Jacques Lorain
- Scénario : Jean-Louis Roux, d'après Edmond About
- Réalisation : Guy Hoffmann
- Date de diffusion : 23 septembre 1962

### Épisode 10:L'Auberge rouge
- Distribution : Mathieu Poulin, Jean Dalmain, Jacques Lorain
- Scénario : Jean-Louis Roux, d'après Honoré de Balzac
- Réalisation : Guy Hoffmann
- Date de diffusion : 30 septembre 1962